# San Marino na World Games 2017
San Marino na World Games 2017 – San Marino reprezentowane było na World Games w 2017 roku przez dwóch zawodników, którzy zdobyli srebrny medal. W końcowej klasyfikacji uplasowali się na 43. miejscu. 

## Zawodnicy
| Zawodnik         | Dyscyplina | Konkurencja | Rezultat |
| ---------------- | ---------- | ----------- | -------- |
| Enrico Dall'olmo | Bule       | Raffa, duet |          |
| Jacopo Frisoni   | Bule       | Raffa, duet |          |